# Leichtathletik-Weltmeisterschaften 2019/Teilnehmer (Kosovo)
| Gelbes Symbol für Goldmedaillen mit stilisierten Olympischen Ringen | Graues Symbol für Silbermedaillen mit stilisierten Olympischen Ringen | Braundes Symbol für Bronzemedaillen mit stilisierten Olympischen Ringen |
| ------------------------------------------------------------------- | --------------------------------------------------------------------- | ----------------------------------------------------------------------- |
| —                                                                   | —                                                                     | —                                                                       |

Der Leichtathletikverband des Kosovos nahm an den Leichtathletik-Weltmeisterschaften 2019 in Doha teil. Ein Athlet wurden vom kosovarischen Verband nominiert.

## Ergebnisse

### Männer

#### Laufdisziplinen
| Athlet       | Disziplin | Vorlauf     | Vorlauf | Halbfinale | Halbfinale | Finale | Finale |
| Athlet       | Disziplin | Zeit        | Platz   | Zeit       | Platz      | Zeit   | Platz  |
| ------------ | --------- | ----------- | ------- | ---------- | ---------- | ------ | ------ |
| Musa Hajdari | 800 m     | 1:47,98 min | 35      | DNQ        | DNQ        | –      | –      |